# Населення Землі
Населення Землі — популяція людей на планеті Земля. Чисельність населення планети на 14 липня 2022 року досягла 8 млрд осіб, 4,041 млрд чоловіків і 3,969 млрд жінок. Раніше повідомлялось, що 31 жовтня 2011 року чисельність населення Землі досягла 7 млрд осіб.
Чисельність людства стабільно збільшується, народжуваність 2015 року становила 18,6 ‰, смертність — 7,8 ‰, природний приріст — 10,8 ‰ . Середня густота населення планети у 2020 році становила 52 особи/км². П'ять з шести континентів планети здавна заселені людством. Антарктида через власну віддаленість і суворий клімат не має постійного населення дотепер. Найбільш заселена Азія, найменш — Австралія з Океанією. Загалом в Азії проживає понад 60 % людства, тільки в самих Китаї та Індії — 35 % населення планети . Демографічні й соціологічні дослідження ведуться як на рівні національних державних і науково-освітніх установ, так і рядом міжнародних організацій та відповідними інституціями ООН. Згідно з рекомендаціями ООН держави повинні проводити переписи власного населення не рідше ніж раз на десятиліття .

## Історія
Точно оцінити кількість людності Землі в давні історичні епохи важко. Точні дані відомі для тих періодів історії та тих країн, де почали проводитися переписи. Сучасна людина («Homo sapiens») з'явилася на Землі приблизно 40—100 тис. років тому. Кількість населення Землі постійно зростала внаслідок розширеного відтворення. На кінець плейстоценової епохи, епохи заледеніння, на планеті мешкало приблизно 3 млн людей; у середньому неоліті на всіх континентах проживало 40 млн. У історичну епоху чисельність населення зростала таким чином: початок нової ери — 230 млн осіб, 1500 рік — 440 млн осіб, 1800 рік — 952 млн осіб, 1900 рік — 1,6 млрд осіб, 1950 рік — 2,5 млрд осіб, 2000 рік — 6 млрд осіб. За деякими оцінками, у 300—400 роках у межах Західної та Східної Римської імперій мешкало близько 50 млн людей.
У демографічній історії людства виділяють три великі епохи, що відповідають трьом історичним типам відтворення населення:
- Архетипова, пов'язана з епохою первісного суспільства[8]. Людство існувало в умовах привласнювальної економіки, лише використовувала продовольчі ресурси природи. Чисельність населення була обмежена ресурсами. Народжуваність майже дорівнювала смертності. Ріст чисельності міг відбуватись лише за рахунок екстенсивного розширення, міграцій і освоєння нових територій. Перша демографічна революція відбулася при переході до виробляючої економіки — землеробство, скотарство[8]. Населення перейшло до осілості, створення постійних поселень (протоміста), поліпшувалися умови життя, стабілізувалось харчування, знижувалися показники смертності[8]. Осілий спосіб життя разом із землеробством не тільки дозволяв збільшувати кількість дітей за рахунок зниження їхньої смертності, але й постійно потребував нових робочих рук для підтримки такого способу господарювання, особливо в районах з річковою іригацією.
- Аграрна, що тривала до другої половини XVII століття. Для цієї епохи були характерними висока народжуваність і висока смертність — 20—30 % (тобто 200—300 дітей на 1000 народжених), невеликий природний приріст, куца середня тривалість життя — 25—35 років (загалом через високу дитячу смертність)[8]. Процес росту населення відбувався спонтанно під впливом природних факторів, без свідомого втручання людства у відтворення[6]. Великі пандемії сильно знижували чисельність людства на цілих континентах, бубонна чума в середньовічній Європі, європейські інфекційні хвороби не властиві аборигенам Нового світу в Добу великих географічних відкриттів. Тривалі посухи змушували цілі народи мігрувати на великі відстані, змінювати не тільки місце, але й спосіб життя — велике переселення народів.
- Індустріальна, що відповідає розвитку технічного прогресу й початку промисловій революції XVII століття в Західній Європі[6]. Хоча загальне зростання темпів приросту населення розпочалося ще XI століття, друга демографічна революція припала на кінець XVIII — середину XIX століття і поступово поширилася на весь світ[8]. Причинами революції були зміни у характері суспільства, що стали наслідком процесів урбанізації, індустріалізації, демографічної поведінки населення (регулювання кількості дітей в сім'ї), змін в структурі причин смертності, коли почала спадати неконтрольована екзогенна смертність. Вже на середину XIX століття темпи приросту європейського населення перевищували темпи приросту населення інших континентів. Цей етап переходу тривав приблизно 100—150 років. Демографічний розвиток прискорився в першій половині XX століття, особливо після Другої світової війни. Вже у 1970-х роках почали говорити про світовий «демографічний вибух», пов'язаний з країнами, що розвиваються[6]. Несинхронність розвитку першої та другої фаз демографічної революції упродовж відносно короткого часу викликає стрімкий ріст чисельності населення — демографічний вибух. За XIX століття населення Європи зросло на 135 млн осіб. Наприклад, населення Швеції за 150 років зросло майже в 4 рази[6]. У більшості країн світу, особливо країн Третього світу, цей перехід ще не завершився[8].

До другої половини XVII століття збільшення чисельності населення відбувалось повільно. Швидкість приросту населення стала стрімко збільшуватись, починаючи з 1820 року, коли населення планети перевалило за 1 мільярд, кожен наступний мільярд додавався відповідно через 107, 32, 15, 13, 12, 12 років. Умовний п'ятимільярдний житель планети, згідно з розрахунками демографів ООН, народився 11 липня 1987 року в Загребі (Югославія), 12 жовтня 1999 року в Сараєві (Боснія і Герцеговина) — шестимільярдний, 31 жовтня 2011 року в Калінінграді (Росія) — семимільярдний. Темпи приросту населення планети на межі тисячоліть уповільнились і за прогнозами зменшаться до нульових показників до кінця XXI століття. У 2010-х роках населення Землі щорічно збільшується на понад 75 млн осіб, тобто майже на одну Туреччину, чи півтори України.

### Демографічний перехід
У другій половині XX століття зростання населення набуло «вибухоподібного» характеру. Демографи пояснюють це так званим «демографічним переходом», який переживає людство. Демографічний перехід характеризується такими послідовними фазами:
- Фаза 1. Для неї характерна висока народжуваність, висока смертність, низький природний приріст населення.
- Фаза 2. Зберігається висока народжуваність, проте з'являється тенденція до її зменшення, різко знижується смертність у всіх вікових групах населення у зв'язку з успіхами медицини, у зв'язку з чим існує високий і дуже високий природний приріст.
- Фаза 3. Характеризується малим відсотком народжуваності, низькою смертністю, низьким природним приростом населення.

Друга фаза являє собою демографічний вибух. Країни Європи пройшли його ще у XVIII—XIX століттях разом з індустріалізацією, країни, що розвиваються, вступили в цю фазу лише в 1950—1960-х роках. Оскільки на ці країни припадало 9/10 загального приросту населення Землі, це спричинило глобальний демографічний вибух. Середньорічний приріст населення у другій половині 1960-х років сягав 21 ‰, а в країнах, що розвиваються, 30—45 ‰ і навіть більше. Із соціально-економічним розвитком країн Латинської Америки, Східної і Південно-Східної Азії природний приріст їхнього населення поступово зменшувався, до 16—17 ‰, а деякі з них (Китай) упритул підійшли до третьої фази демографічного переходу. Економічно розвинені країни на цій фазі перебували вже у середині ХХ століття, згодом сюди увійшли тодішні соціалістичні країни Європи. Сучасний світовий демографічний вибух, особливо у малорозвинених країнах, перетворився на глобальну проблему людства.

Приріст населення у різних фазах демографічного переходу
Зміна населення континентів, історія та прогноз. Вертикальна вісь у логарифмічному масштабі

Країни, котрі майже завершили демографічний перехід, наблизилися до стану «стаціонарного» населення, країни Південної Азії та Африки проходять «пік» демографічного вибуху, інші країни поступово наближаються до «європейського» типу. У країнах Східної і Центрально-Східної Європи демографічний перехід відбувається по-різному. Так східноєвропейські країни, як республіки у складі СРСР забезпечували слаборозширене відтворення населення, після проголошення незалежності економічна криза 1990-х, загострення міжнаціональних відносин ускладнили демографічну ситуацію, викликали депопуляцію населення −6,0…-5,0 ‰. Центральноазійські країни, як і раніше, перебувають в «епіцентрі» демографічного вибуху і чисельність їх населення швидко зростає +19…+22 ‰.
У XX столітті людність світу зростало найшвидше порівняно з усіма минулими епохами завдяки зменшенню смертності в багатьох країнах. Зменшення смертності пояснюється прогресом медицини й значним збільшенням продуктивності сільського господарства, пов'язаного із зеленою революцією. Згідно з іншими джерелами головною причиною зростання кількості населення є запровадження гігієни та покращення санітарного стану місць проживання, що зменшило кількість інфекційних хвороб таких як бубонна чума, висипний тиф тощо.
| Роки             | Світ   | Африка | Азія   | Європа | Латинська Америка | Північна Америка | Океанія | Примітки      |
| ---------------- | ------ | ------ | ------ | ------ | ----------------- | ---------------- | ------- | ------------- |
| 70 тис. до н. е. | <1     |        |        |        |                   |                  |         | [ 14 ]        |
| 10 тис. до н. е. | 4      |        |        | 2      |                   |                  |         |               |
| 9 тис. до н. е.  | 5      |        |        |        |                   |                  |         |               |
| 8 тис. до н. е.  | 5      |        |        |        |                   |                  |         | [ 15 ] [ 16 ] |
| 7 тис. до н. е.  | 7      |        |        |        |                   |                  |         |               |
| 6 тис. до н. е.  | 10     |        |        |        |                   |                  |         |               |
| 5 тис. до н. е.  | 15     |        |        |        |                   |                  |         |               |
| 4 тис. до н. е.  | 20     |        |        |        |                   |                  |         | [ 17 ]        |
| 3 тис. до н. е.  | 25     |        |        |        |                   |                  |         |               |
| 2 тис. до н. е.  | 35     |        |        |        |                   |                  |         |               |
| 1 тис. до н. е.  | 50     |        |        | 5      |                   |                  |         | [ 15 ]        |
| 500 до н. е.     | 100    |        |        | 16     |                   |                  |         | [ 15 ]        |
| 1                | 300    |        |        | 42     |                   |                  |         | [ 15 ]        |
| 1000             | 400    |        |        | 50     |                   |                  |         |               |
| 1750             | 791    | 106    | 502    | 163    | 16                | 2                | 2       |               |
| 1800             | 978    | 107    | 635    | 203    | 24                | 7                | 2       |               |
| 1850             | 1262   | 111    | 809    | 276    | 38                | 26               | 2       |               |
| 1900             | 1650   | 133    | 947    | 408    | 74                | 82               | 6       |               |
| 1950             | 2518,6 | 221,2  | 1398,5 | 547,4  | 167,1             | 171,6            | 12,8    |               |
| 1955             | 2755,8 | 246,7  | 1541,9 | 575,2  | 190,8             | 186,9            | 14,3    |               |
| 1960             | 2981,7 | 277,4  | 1674,3 | 601,4  | 209,3             | 204,2            | 15,9    |               |
| 1965             | 3334,9 | 313,7  | 1899,4 | 634,0  | 250,5             | 219,6            | 17,7    |               |
| 1970             | 3692,5 | 357,3  | 2143,1 | 655,9  | 284,9             | 231,9            | 19,4    |               |
| 1975             | 4068,1 | 408,2  | 2397,5 | 675,5  | 321,9             | 243,4            | 21,6    |               |
| 1980             | 4434,7 | 469,6  | 2632,3 | 692,4  | 361,4             | 256,1            | 22,8    |               |
| 1985             | 4831,0 | 541,8  | 2887,6 | 706,0  | 401,5             | 269,5            | 24,7    |               |
| 1990             | 5263,6 | 622,4  | 3167,8 | 721,6  | 441,5             | 283,5            | 26,7    |               |
| 1995             | 5674,4 | 707,5  | 3430,1 | 727,4  | 481,1             | 299,4            | 28,9    |               |
| 2000             | 6070,6 | 795,7  | 3679,7 | 728,0  | 520,2             | 315,9            | 31,0    |               |
| 2005             | 6453,6 | 888,0  | 3917,5 | 724,7  | 558,3             | 332,2            | 33,0    |               |
| Роки             | Світ   | Африка | Азія   | Європа | Латинська Америка | Північна Америка | Океанія | Примітки      |

У 2000 році Організація Об'єднаних Націй оцінила ріст людності на рівні 1,14 % на рік, що становить 75 млн нових людей. Це менше, ніж пікове значення у 86 млн людей 1987 року. Швидкість росту населення на всій Землі поступово зменшується від 2,19 % 1963 року, але в окремих регіонах, зокрема на Близькому Сході та в Субсахарській Африці, рівень росту залишається високим. У деяких країнах ріст від'ємний, тобто населення зменшується. Особливо це стосується Центральної та Східної Європи, в основному через малу народжуваність. Вже у 2010-х роках Японія та деякі країни Західної Європи теж зіткнуться з проблемою зменшення населення через перевищення смертності над народжуваністю.
Внаслідок росту населення, що перевищує можливості регіону, виникає перенаселення. З іншого боку, такі області можна розглядати також як недонаселені, оскільки мешканців в них не вистачає для підтримки наявної економічної системи. ООН стверджує, що темпи росту населення швидко зменшуються через демографічний перехідний період. Вважається, що людність Землі досягне максимального значення у 9,22 млрд 2075 року.

## Природний рух

### Відтворення
Народжуваність населення планети, станом на 2016 рік, дорівнює 18,5 ‰, 148 народжень щохвилини, або 2,5 щосекунди. У стародавні часи народжуваність майже повсюдно була високою, близькою до фізіологічного максимуму (50—60 ‰). Вона стала помітно знижуватися з кінця XVIII століття, на початку XX століття становила 40—45 ‰, у 1950-х роках — 37,3 ‰, 1997 року — 24 ‰. У другій половині XX століття у світі щорічно народжувалося в середньому 130 млн осіб, з яких 112 млн припадало на країни, що розвиваються, а 18,0 млн — на розвинені. Найбільші показники народжуваності зберігаються у країнах Африки та Азії: Нігер (54 ‰), Малаві, Ангола (по 48 ‰), Сомалі, Малі, Афганістан (по 43 ‰); серед європейських країн — у Албанії (17 ‰), Ісландії та Македонії (15 ‰); на американському континенті — у Гватемалі, Нікарагуа (36—35 ‰).
Коефіцієнт потенційної народжуваності 2015 року становив 2,42 дитини на одну жінку. Число дітей на одну жінку в світі в середньому поступово зменшується. Так в країнах, що розвиваються, цей показник на зламі тисячоліть зменшився з 3,5 до 3,4 (без Китаю — до 4,0), у економічно розвинених країнах цей показник становіть — до 1,6. Найбільше значення цього коефіцієнту в таких країнах: Гана (7,4), Ємен (7,2), Сомалі (7), Ефіопія (6,7), Танзанія (6,2).
Смертність населення планети 2016 року становила 7,8 ‰, 108 смертей кожної хвилини, або 1,8 кожної секунди.
| Причини смерті                      | Швеція | Португалія | США  | Мексика | Філіппіни |
| ----------------------------------- | ------ | ---------- | ---- | ------- | --------- |
| Інфекційні та паразитарні (A00-B99) | 0,8    | 2,6        | 0,8  | 18,8    | 22,6      |
| Новоутворення (C00-D48)             | 22,5   | 12,3       | 19,5 | 5,0     | 4,6       |
| Серцево-судинна система (I00-I99)   | 40,2   | 37,8       | 47,7 | 13,0    | 13,4      |
| Зовнішні причини смерті (V01-Y98)   | 4,4    | 5,0        | 5,4  | 6,6     | 5,5       |
| Інші причини                        | 23,1   | 42,3       | 26,6 | 56,6    | 53,9      |

Природний приріст населення планети 2016 року становив 1,06 %. Щохвилини у світі народжується 149 немовлят, або 2,5 щосекунди. Ріст чисельності населення в різних регіонах світу неоднаковий, в Африці природний приріст становить 3 %, в Латинській Америці — 1,8 %, у країнах Європи приріст дуже низький, у розвинених країнах відбувається депопуляція (зменшення населення). На початок XXI століття природний приріст населення планети відбувався майже виключно за рахунок країн, що розвиваються (97 %). У зв'язку з нерівномірністю приросту чисельності населення слід очікувати значних геоекономічних зрушень та змін на політичній карті світу.
| Регіон            | Народжуваність | Смертність | Природний приріст |
| ----------------- | -------------- | ---------- | ----------------- |
| Африка            | 38             | 14         | 24                |
| Латинська Америка | 24             | 7          | 17                |
| Північна Америка  | 14             | 9          | 5                 |
| Азія              | 22             | 8          | 14                |
| Європа            | 10             | 11         | -1                |
| Океанія           | 18             | 7          | 11                |
| Світ загалом      | 22             | 9          | 13                |

### Статево-вікова структура

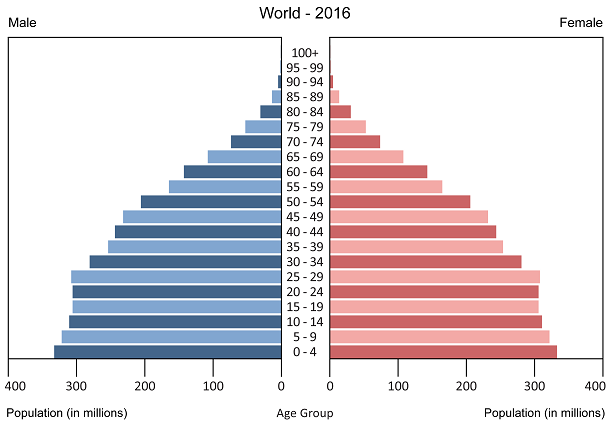
Віково-статева піраміда населення планети, 2016 рік

Середній вік населення планети становить 30,4 року; для чоловіків — 29,6, для жінок — 31,1 року (оцінка за 2017 рік).
Очікувана середня тривалість життя людини 2016 року становила 69 років; для чоловіків — 67 років, для жінок — 71,1 року. Розвиток цивілізації повсякчас сприяв розвиткові охорони здоров'я, поліпшенню побутових умов, що вплинуло на середню тривалість життя. У Стародавньому Римі та Стародавній Греції вона не перевищувала 25 років, у часи середньовіччя — 32 роки. Звичайно, на ці показники сильно впливала статистика високого рівня дитячої смертності помножена на велику народжуваність. Вони в жодному разі не заперечують існування у давнину такої вікової групи, як старі люди. Античний філософ Платон дожив до 80 років, митець епохи Відродження, Тіціан — майже до 100, у нові часи Йоганн Гете та Ісаак Ньютон перетнули вікову межу у 80 років. На початку 1950-х років у розвинених країнах середня тривалість життя становила 71,4 року, у країнах, що розвиваються — 52,7 року; у 1970-х роках — відповідно 73,1 та 56,6 року. Різниця у тривалості життя між різними типами країн і в різних регіонах поступово зменшується.
|          | Африка | Америка | Азія (без Росії) | Європа (без Росії) | Океанія | Світ |
| -------- | ------ | ------- | ---------------- | ------------------ | ------- | ---- |
| Чоловіки | 52     | 70      | 65               | 70                 | 72      | 65   |
| Жінки    | 55     | 76      | 68               | 78                 | 76      | 69   |

Вікова структура населення світу, станом на 2017 рік, мала такий вигляд:
- діти віком до 14 років — 25,44 % (963 981 944 чоловіки, 898 974 458 жінок);
- молодь віком 15—24 роки — 16,16 % (611 311 930 чоловіків, 572 229 547 жінок);
- дорослі віком 25—54 роки — 41,12 % (1 522 999 578 чоловіків, 1 488 011 505 жінок);
- особи передпохилого віку (55—64 роки) — 8,6 % (307 262 939 чоловіків, 322 668 546 жінок);
- особи похилого віку (65 років і старіші) — 8,68 % (283 540 918 чоловіків, 352 206 092 жінки)[19].

Найвищий показник очікуваної середньої тривалості життя чоловіків і жінок на початок тисячоліття був серед розвинених країн: Японія (77 і 83 роки відповідно), Ісландія (77 і 81), Швеція (76 і 81); найнижчий серед африканських країн: Замбія (37 років). Лише в Індії, Пакистані, Бангладеш, Іраку, Непалі, Бутані, Буркіна-Фасо, Папуа — Новій Гвінеї тривалість життя жінок значно менша, ніж у чоловіків.
Статево-вікове співвідношення населення світу (оцінка 2016 року):
- при народженні — 1,03 особи чоловічої статі на 1 особу жіночої;
- у віці до 14 років — 1,07 особи чоловічої статі на 1 особу жіночої;
- у віці 15—24 років — 1,07 особи чоловічої статі на 1 особу жіночої;
- у віці 25—54 років — 1,02 особи чоловічої статі на 1 особу жіночої;
- у віці 55—64 років — 0,95 особи чоловічої статі на 1 особу жіночої;
- у віці за 64 роки — 0,81 особи чоловічої статі на 1 особу жіночої;
- загалом — 1,02 особи чоловічої статі на 1 особу жіночої[19].

| Регіон            | Чоловіки (млн осіб) | Жінки (млн осіб) | % жінок | Перевищення чоловіків (млн осіб) |
| ----------------- | ------------------- | ---------------- | ------- | -------------------------------- |
| Африка            | 363                 | 365              | 50,1    | -2                               |
| Латинська Америка | 240                 | 241              | 50,1    | -1                               |
| Північна Америка  | 143                 | 149              | 50,0    | -6                               |
| Азія              | 1767                | 1690             | 48,9    | +77                              |
| Європа            | 351                 | 375              | 51,6    | -24                              |
| Океанія           | 14,3                | 14,2             | 49,8    | +0,1                             |
| Світ загалом      | 2879                | 2836             | 49,6    | +43                              |

За біологічною ознакою виділяють такі вікові групи:
- до 15 років — діти і юнаки;
- 15—64 років — молодь дорослі;
- 65 і більше років — люди похилого віку[20].

На основі співвідношення різних вікових груп визначають три типи вікових структур населення:
- прогресивний (розвивається), коли чисельність дітей, до 15 років, становить понад 25 %, а старіше 50 років — менше 25 %;
- стаціонарний (стабілізований);
- регресивний (деградує)[21].

За прогнозами демографів до 2025 року частка осіб у віці більше 60 років у розвинених країнах переважатиме.
Країни Європи наближаються до регресивного типу у зв'язку зі зростанням частки осіб старших вікових груп. Найменший показник «молодості»: Італія (-1,5 %), Німеччина (0,9 %), Норвегія (3,6 %), Франція (4 %), Угорщина 3,6 %), Україна (9,2 %). У більшості країн Азії і Африки вікова структура молода: Лівія (47,6 %), Гана (47,6 %), Ефіопія (45,2 %), Того (42,2 %), Замбія (42,2 %), Сирія (41,9 %).
| Регіони | Вікові групи | Вікові групи | Вікові групи | Показник «молодості» |
| Регіони | 0—14         | 15—64        | 65 і більше  | Показник «молодості» |
| ------- | ------------ | ------------ | ------------ | -------------------- |
| Африка  | 43           | 54           | 3            | 40                   |
| Америка | 28           | 64           | 8            | 20                   |
| Азія    | 30           | 64           | 6            | 24                   |
| Європа  | 18           | 67           | 15           | 3                    |
| Океанія | 25           | 65           | 10           | 15                   |
| Світ    | 30           | 63           | 7            | 23                   |

## Сімейна структура
Члени людської родини пов'язані кровною спорідненістю, спільністю побуту, взаємодопомогою, моральною відповідальністю по відношенню один до одного та відносно спільними поглядами на власне місце в суспільстві. Величина і структура таких сімей у різних країнах різноманітні. Найменший середній розмір родини (3 особи), це типовий розмір сімей для розвинених країн (Європа, Північна Америка); найбільший розмір сімей (понад 6 осіб) типовий серед країн, що розвиваються.
Більшість народів світу підтримують традицію моногамних сімей. У країнах мусульманського світу, Африці (навіть християн), Азії, Океанії поширене багатоженство — полігінія. Серед інших форм шлюбу, особливо серед народів південної Індії та Непалу, можливе багатомужжя — поліандрія. У сучасному світі поширюється фактичний шлюб — вільний союз чоловіка і жінки, що не оформлений офіційно. У країнах Європи (Франція, Данія) також зростає кількість дітей, народжених поза шлюбом; в Україні цей показник вищий за 10 %.
Мінімальний шлюбний вік в усіх країнах регулюється законом; у більшості країн для чоловіків — 16—21 років, для жінок — 16—18 років. Чоловіки в розвинених країнах вступають до шлюбу пізно. У той самий час в окремих мусульманських країнах (Саудівська Аравія, Ємен, Об'єднані Арабські Емірати) дівчат видають заміж досить рано, у віці 10—12 років.
У міжнародній статистиці при дослідженні населення найчастіше застосовується не сім'я, а домогосподарство. За рекомендацією ООН домогосподарства виділяють за ознакою ведення сумісного домашнього господарства, сумісного проживання. На відміну від сім'ї, домогосподарство може складатися лише з однієї людини, що самостійно проживає, або включати у свій склад членів, що не пов'язані родинними, чи шлюбними стосунками.
У світі найбільш поширені домогосподарства з 2 осіб. Середній розмір домогосподарств у Європі — 2,6, у США — 2,62, Росії — 2,84 особи. У Західній Європі і США, починаючи з 1990-х років, другими за розповсюдженням домогосподарства одиноких. В Україні середній розмір домогосподарств становить — 2,58 особи, найбільш популярні домогосподарства одиноких (29,4 %) та з двох осіб (24,8 %).
| Тип домогосподарств   | Частка домогосподарств | Частка домогосподарств | Частка домогосподарств | Частка населення, що проживає в них | Частка населення, що проживає в них | Частка населення, що проживає в них |
| Тип домогосподарств   | Росія                  | Європа                 | США                    | Росія                               | Європа                              | США                                 |
| --------------------- | ---------------------- | ---------------------- | ---------------------- | ----------------------------------- | ----------------------------------- | ----------------------------------- |
| Сімейні               | 77,5                   | 69,7                   | 70,2                   | 90,3                                | 86,3                                | 86,1                                |
| з однієї сім'ї        | 73,9                   | 68,3                   | —                      | 83,2                                | —                                   | —                                   |
| повної                | 60,5                   | 60,9                   | 54,8                   | 71,0                                | —                                   | 67,9                                |
| неповної              | 13,4                   | 7,4                    | 15,4                   | 12,2                                | —                                   | 18,2                                |
| з двох і більше сімей | 3,6                    | 1,4                    | —                      | 6,8                                 | —                                   | —                                   |
| Несімейні             | 22,5                   | 30,3                   | 29,8                   | 9,7                                 | 13,5                                | 13,9                                |
| одинокі               | 19,2                   | 26,7                   | 25,1                   | 6,7                                 | 10,4                                | 9,6                                 |
| інші                  | 3,3                    | 3,6                    | 4,7                    | 3,0                                 | 3,1                                 | 4,3                                 |

## Розселення
Населення на Землі розміщене нерівномірно, що зумовлено рядом факторів:
- Природними. Певні природні екосистеми, як то густі вологі тропічні ліси, пустелі, тундра, високогір'я, чи покривні льодовики, не сприяють розселенню людей. З розвитком технологій роль таких чинників поступово знижується.
- Історичними. Хід історії людства зумовив особливості сучасного стану заселення земної суші.
- Демографічними. Відмінності в демографічній ситуації впливають на тенденцію розвитку картини розміщення населення на континентах.
- Соціальними. Соціально-економічні умови життя людей, їхня господарська діяльність, рівень розвитку виробництва значно впливають на характер розселення людства все більше у зв'язку з впровадженням досягнень науково-технічного прогресу.

Середня густота населення Землі постійно змінюється, 1950 року вона становила 18 осіб/км²; на початку 1990-х років — 40 осіб/км²; 1997 року — 47 осіб/км²; 2017 року становила 49,7 особи/км². Близько 60 % людства живе на низовинних ділянках Землі не вище 200 м над рівнем моря; 4/5 — на висотах до 500 м над рівнем моря. У найбільш заселених регіонах світу, що займають не більше 7 % території, проживає до 70 % усього населення планети. Рідкозаселені або зовсім незаселені території займають майже 40 % території суші, на них живе лише 1 % населення планети. Історично значні скупчення населення сформувалися у древніх районах штучного зрошення (Індо-Гангська, Нільська та Велика Китайська низовини), а пізніше в нових індустріальних районах Європи, Північної Америки. На ці регіони припадає менше 10 % суші, близько 2/3 населення планети.

### За континентами
Шість з семи континентів планети здавна заселені людством. Найбільш заселена Азія, найменш — Австралія з Океанією. Загалом в Азії проживає понад 60 % світового населення, Африці — 12 %, Європі 11 %, Північній Америці — 8 %, Південній Америці — 5,3 %, у Австралії та Океанії — менше 1 % населення людства. Антарктида через власну віддаленість і суворий клімат не має постійного населення дотепер.

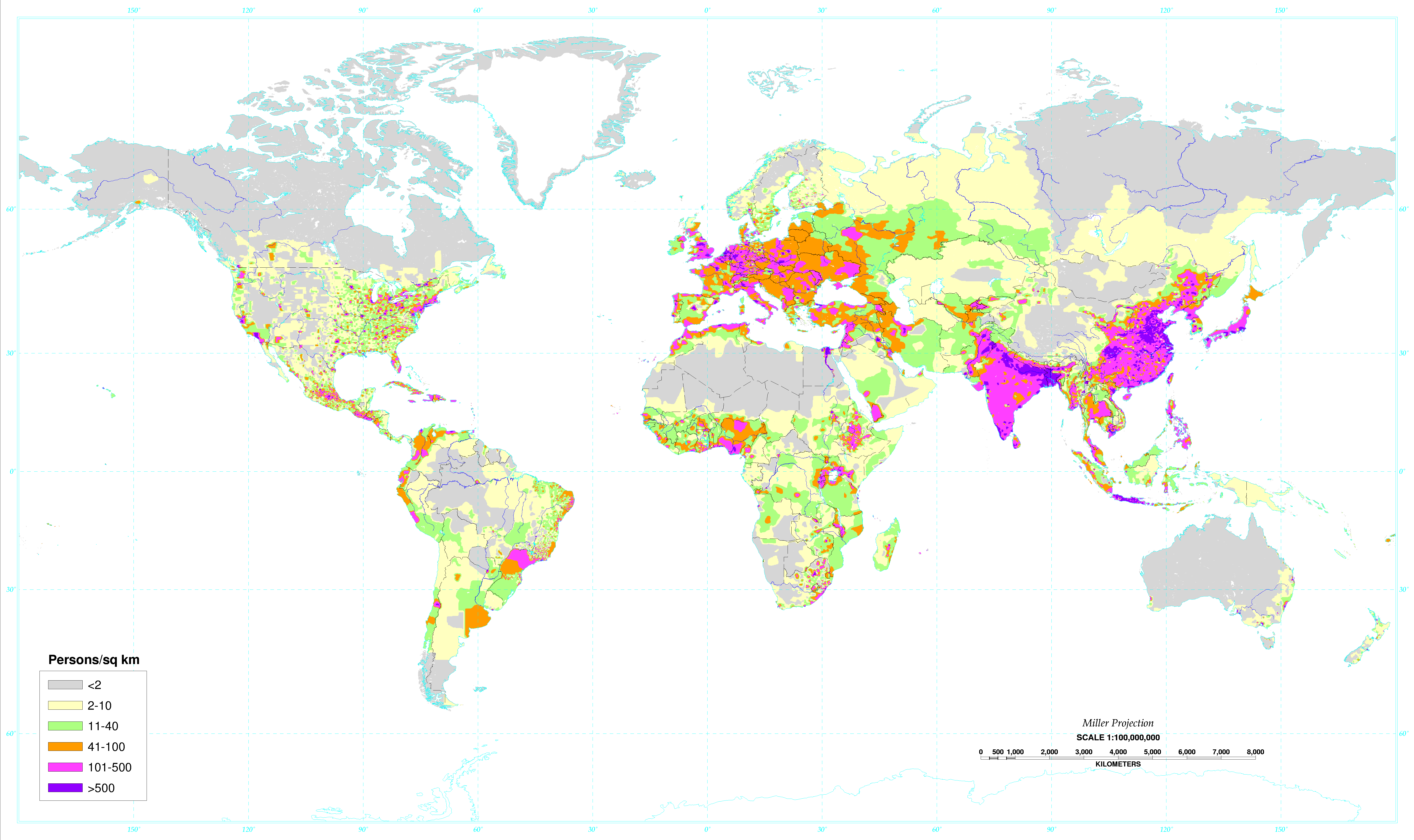
Густота населення планети, 1994 рік (англ.)
Густота населення планети за країною, 2006 рік (англ.)
Густота населення планети за країною, 2018 рік (англ.)

Найбільш заселеним континентом є Азія, демографічний центр континенту розташований у районі Індостанського субконтиненту, це зони інтенсивного сільського господарства (вирощування рису), дельти Гангу з Брахмапутрою, Іраваді. В Індонезії більшість населення концентрується на острові Ява з родючими вулканічними ґрунтами (більше 700 осіб/км²). Сільське населення Південно-Західної Азії зосереджене вздовж передгір'їв Леванту, Ельбурсу, у межиріччі Тигру і Євфрату. Досить висока густота населення на узбережжі Перської затоки, що пов'язано з видобутком нафти. У Східній Азії на берегах Японського моря густота населення від 300 осіб/км² (Японські острови) до 500 осіб/км² (Південна Корея). Суворі кліматичні умови завадили заселенню північних регіонів Азії, особливо Сибір і Далекий Схід Росії, середня густота населення Росії — 8,7 особи/км².
Нерівномірно заселена Європа, головна смуга розселення людства на цьому континенті простягається з півночі на південь від Північної Ірландії через Англію, долину Рейну до Північної Італії (переривається в Альпах). У цій смузі зосереджено багато галузей промисловості та інтенсивне сільське господарство, сильно розвинена інфраструктура. Інша смуга проходить в широтному напрямку, від Бретані, вздовж річок Самбр і Маас через північ Франції до Німеччини (Рурська область). Саме в цьому регіоні зародилися промислові райони як явище, що призвело до підвищення природного приросту населення і притоку робочої сили. У цих двох смугах проживає близько 130 млн осіб, середня густота населення сягає 119 осіб/км². Досить висока густота населення характерна для ряду країн Центрально-Східної Європи, але розміщено воно нерівномірно, малозаселеними є гірські території і лісові масиви. Пересічна густота населення Польщі становить 127 осіб/км², максимальна — понад 300 осіб/км² (промислові райони Нижньої й Верхньої Сілезії); Чехії — 134 особи/км²; Словаччини — 112 осіб/км²; Угорщини — 111 осіб/км²; Сербії — 42 особи/км²; Чорногорії — 42 особи/км²; Словенії — 100 осіб/км²; Македонії — 4 особи/км²; Хорватії — 85 осіб/км²; Боснії і Герцеговині — 70 осіб/км². Чимало населення східної частини Південної Європи зосереджене на узбережжі Адріатичного моря. Серед країн Східної Європи високу густоту населення має Молдова — 130 осіб/км², Україна — 80 осіб/км².
Головні причини слабкого заселення величезних площ у Африці: природні умови (пустелі, вологі екваторіальні ліси, гірські території), історична спадщина європейської колонізації, наслідки системи работоргівлі. Населення сконцентровано у прибережних районах, де зосереджені великі міста, морські порти вивозу продукції, сільськогосподарські плантації (середземноморські райони Магрибу, береги Гвінейської затоки, рівнини Нігерії).
Розміщення населення у Північній Америці залежить від історичного часу заселення конкретної території. Основна кількість населення США і Канади (130 млн осіб) зосереджена між атлантичним узбережжям та меридіаном 85° з. д., у вузькій смузі державного кордону між двома країнами, між Великими озерами та річками Міссісіпі й Огайо. Суворі кліматичні умови завадили широкому заселенню просторів на крайній півночі континенту. Центральна Америка особливо густо заселена на Антильських островах (Ямайка — 200 осіб/км²; Барбадос та Тринідад і Тобаго — 580 осіб/км²). Найменш заселені пустельні регіони північно-західної частини Мексики (пустеля Сонора). Значна кількість жителів Південної Америки живе на західному і східному узбережжях континенту. Великі площі вологих тропічних лісів Амазонії, савани Гран-Чако, пустельна Патагонія і прохолодна Вогняна Земля заселені слабко.
В Австралії найгустіше заселені території на східній, південно-східній окраїнах континенту. Нерівномірно заселені й острови Океанії, на одних велике скупчення населення, інші залишаються безлюдними.

### За країнами
| Країна    | Населення     | % населення Землі |
| --------- | ------------- | ----------------- |
| КНР       | 1,389,470,000 | 18,30             |
| Індія     | 1,328,470,000 | 17,50             |
| США       | 326,700,000   | 4,30              |
| Індонезія | 261,890,900   | 3,44              |
| Пакистан  | 210,729,000   | 2,77              |
| Бразилія  | 208,716,000   | 2,74              |
| Нігерія   | 193,392,500   | 2,54              |
| Бангладеш | 164,068,000   | 2,16              |
| Росія     | 146,877,088   | 1,93              |
| Японія    | 126,560,000   | 1,66              |
| Мексика   | 123,982,528   | 1,63              |
| Філіппіни | 105,499,000   | 1,39              |

Станом на 2017 рік, у світі нараховується 12 країн з числом жителів понад 100 млн осіб. Загалом у цих країнах проживає 60 % населення світу. 1950 року таких країн було лише чотири (Китай, Індія, США, СРСР). Найбільш населеними країнами світу, станом на 2017 рік, є: Китай — 1,38 млрд осіб (20 % усього людства); Індія — 1,28 млрд осіб (17 % усього людства); Сполучені Штати Америки — 326,6 млн осіб; Індонезія — 260,6 млн осіб; Бразилія — 207,4 млн осіб; Пакистан — 204,9 млн осіб; Нігерія — 190,6 млн осіб; Бангладеш — 157,8 млн осіб; Росія — 142,3 млн осіб; Японія — 126,5 млн осіб.
Найменш населені країни світу, станом на 2017 рік: Ватикан — 1,0 тис. осіб; Монтсеррат (володіння Великої Британії) — 5,3 тис. осіб; Сен-П'єр і Мікелон (володіння Франції) — 5,5 тис. осіб; Сен-Бартельмі (володіння Франції) — 7,2 тис. осіб; Острови Святої Єлени, Вознесіння і Тристан-да-Кунья (володіння Великої Британії) — 7,8 тис. осіб; Острови Кука (вільно асоційована країна із Новою Зеландією) — 9,3 тис. осіб; Науру — 9,6 тис. осіб; Тувалу — 11,1 тис. осіб; Волліс і Футуна (володіння Франції) — 15,7 тис. осіб; Ангілья (володіння Великої Британії) — 17,1 тис. осіб.

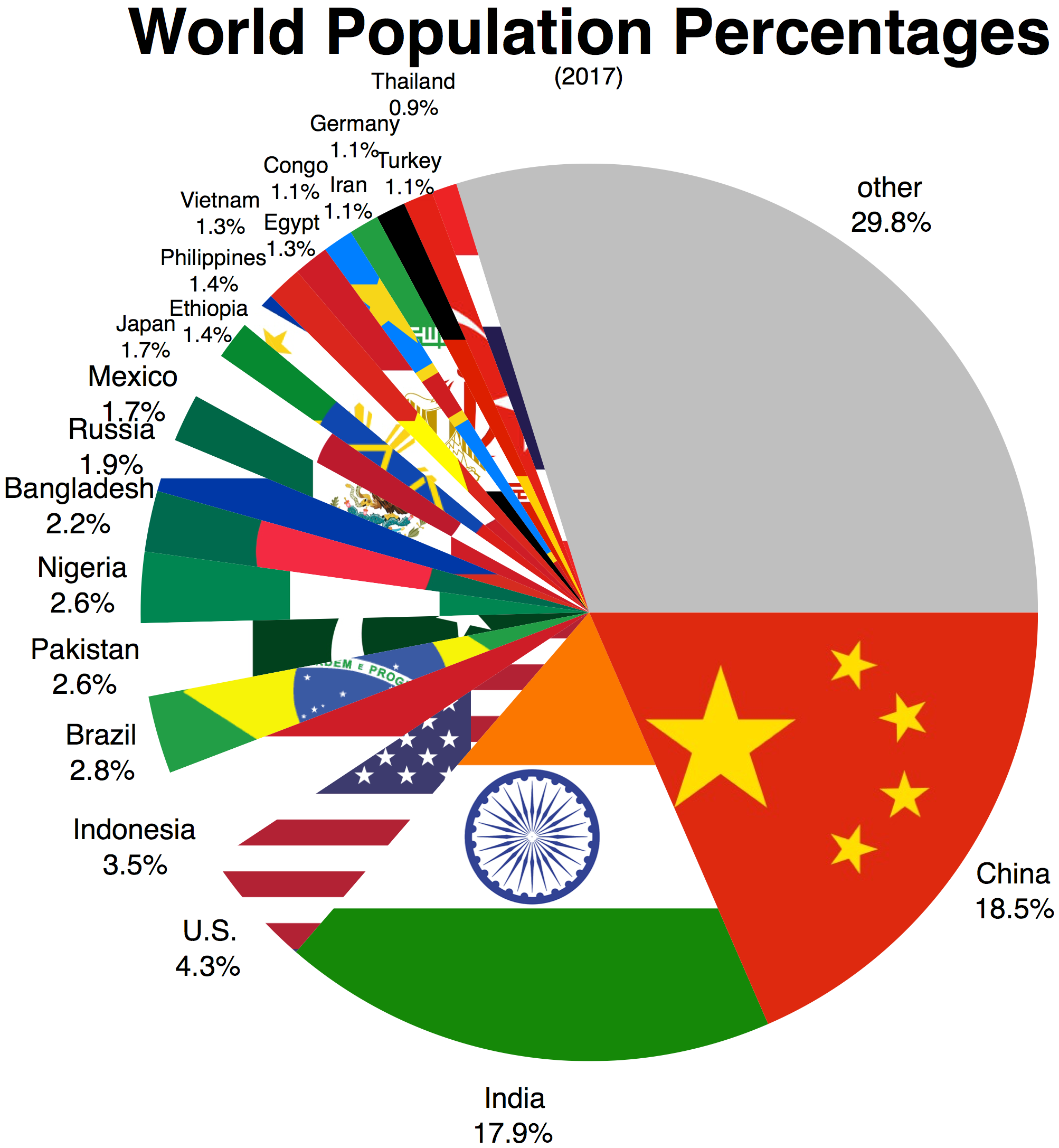
Частка населення провідних країн у населенні світу (англ.)

Найбільш густо заселені країни світу, станом на 2017 рік: Макао (спеціальний регіон Китаю) — 21,35 тис. осіб/км²; Монако 15,3 — тис. осіб/км²; Сінгапур — 8,6 тис. осіб/км²; Гонконг (спеціальний регіон Китаю) — 6,7 тис. осіб/км²; сектор Гази (частина Палестинської держави) — 4,9 тис. осіб/км²; Гібралтар (володіння Великої Британії) — 4,5 тис. осіб/км²; Бахрейн — 1,857 тис. осіб/км²; Мальдіви — 1,3 тис. осіб/км²; Мальта — 1,3 тис. осіб/км²; Бермудські Острови (володіння Великої Британії) — 1,3 тис. осіб/км².
| Місце | Країна                   | Населення     | Площа (км²) | Густота (осіб/км²) |
| ----- | ------------------------ | ------------- | ----------- | ------------------ |
| 1     | Сінгапур                 | 5 850 342     | 710         | 8358               |
| 2     | Гонконг (входить до КНР) | 7 496 981     | 1104        | 7140               |
| 3     | Бангладеш                | 164 689 383   | 143 998     | 1265               |
| 4     | Палестина (Ізраїль)      | 5 101 414     | 6020        | 847                |
| 5     | Тайвань (входить до КНР) | 23 816 775    | 36 190      | 673                |
| 6     | Ліван                    | 6 825 445     | 10 452      | 667                |
| 7     | Південна Корея           | 51 269 185    | 99 538      | 527                |
| 8     | Руанда                   | 12 952 218    | 26 338      | 525                |
| 9     | Нідерланди               | 17 134 872    | 41 526      | 508                |
| 10    | Індія                    | 1 380 004 385 | 3 287 240   | 464                |
| 11    | Бурунді                  | 11 890 784    | 27 816      | 463                |
| 12    | Гаїті                    | 11 402 528    | 27065       | 414                |
| 13    | Ізраїль                  | 8 655 535     | 22 072      | 400                |
| 14    | Бельгія                  | 11 589 623    | 30 528      | 383                |
| 15    | Філіппіни                | 109 581 078   | 300 000     | 368                |

Найменш густо заселені країни світу, станом на  2017 рік: Гренландія (автономний регіон Данії) менше — 1 особи/км²; Монголія — 2,0 особи/км²; Західна Сахара — 2,3 особи/км²; Австралія — 3,0 особи/км²; Намібія — 3,0 особи/км²; Ісландія — 3,4 особи/км²; Мавританія — 3,6 особи/км²; Гаяна — 3,7 особи/км²; Лівія — 3,8 особи/км²; Суринам — 3,8 особи/км².

### Урбанізація
Населення планети швидко урбанізується, концентруючись навколо головних планетарних місць тяжіння, причому темпи цього процесу найвищі саме для найбільших міських агломерацій. Рівень урбанізованості населення планети становить 54,9 % населення країни (станом на 2017 рік), темпи зростання частки міського населення — 1,84 % (оцінка тренду на 2015—2020 роки).
Найбільші міста планети (чисельність подана станом на 2017 рік):
Токіо (Японія) — 38,24 млн осіб;
Делі (Індія) — 27,19 млн осіб;
Шанхай (Китай) — 25,20 млн осіб;
Пекін (Китай) — 22,06 млн осіб;
Мумбаї (Індія) — 21,69 млн осіб;
Сан-Паулу (Бразилія) — 21,52 млн осіб;
Мехіко (Мексика) — 21,32 млн осіб;
Осака (Японія) — 20,41 млн осіб;
Каїр (Єгипет) — 19,49 млн осіб;
Дакка (Бангладеш) — 18,89 млн осіб.

## Міграції
Міграція впливає на важливі економічні, соціальні, демографічні та етнічні процеси як в середині окремих держав, так і на картину цих процесів у світовому масштабі. Кількість мігрантів по всьому світові 1910 року дорівнювала 33 млн осіб, 1965 року це число подвоїлось і сягнуло позначки 65 млн осіб, 1990 року у світі було вже 120 млн, а на початку XXI століття — 175 млн мігрантів.
Після Доби великих географічних відкриттів європейці заселили величезні простори Північної та Південної Америки, Австралії, докорінно змінивши їхню етнічну картину. В історії таких «країн мігрантів», як США, Канада, Австралія були періоди, коли механічний приріст населення перевищував природний приріст. До Америки примусово ввозилося багато чорношкірих рабів з Африки, а до Австралії англійці відсилали власних злочинців на заслання. Упродовж століть суттєво змінювалися напрями та причини міграцій; міграції відрізнялись за обсягом та складом переселенців. У Західній Європі за період 1815—1914 років «чиста» еміграція становила 35—40 млн осіб. Великі потоки мігрантів до Америки дали Велика Британія, Італія, Німеччина, Іспанія, Франція, Ірландія, країни Скандинавії, Польща, Росія, Україна. У XX столітті посилився потік мігрантів з Китаю, Японії, Південно-Східної Азії до Америки. У другій половині XX століття до країн Європи приїхало багато переселенців з Африки, Південно-Західної Азії; до Росії прибували мігранти з Кореї, Китаю, В'єтнаму. Новітня міграція спочатку мала сезонний характер, але поступово африканці, індійці, турки, іранці оселилися в країнах Західної Європи назавжди. Наприкінці XX століття посилився потік мігрантів з Куби і В'єтнаму до США, з Туреччини, Хорватії, Боснії та Герцеговини до Німеччини. Етнічні німці репатріюють з Росії, Казахстану до Німеччини; росіяни — з Азербайджану, Казахстану, Таджикистану, Ічкерії до Росії та інших країн; євреї — до Ізраїлю.

#### Біженці й вимушені переселенці
Згідно з даними Верховного комісара ООН у справах біженців (UNHCR) 2016 року у світі налічувалось 65,6 млн осіб, що були змушені залишити домівку, з них 22,5 млн біженців, 2,8 млн шукачів притулку від переслідувань, 40,3 млн внутрішньо переміщених осіб.
Наприкінці XX століття новим трендом у потоках міграції стало зростання кількості біженців. У 1990-х роках територіальні конфлікти, міжнаціональні локальні суперечки, гостра політична боротьба, інколи голод породжують нову «хвилю» міграції населення. Великі внутрішні і зовнішні потоки біженців спостерігаються в багатьох країнах Південної та Південно-Західної Азії (Афганістан, Індія, Шрі-Ланка, Іран, Ірак, Ізраїль, Ліван), Африки (Ангола, Ефіопія, Чад, Сомалі, ПАР, Уганда), Латинської Америки (Куба, Нікарагуа, Гватемала, Перу, Колумбія). Збільшується потік біженців з республік Центральної Азії (Киргизстан, Таджикистан, Туркменістан) та країн Південного Кавказу до Росії. Розпад соціалістичної Югославії спричинив міграцію населення з її території до країн Західної Європи. На початку XXI століття у світі налічувалось щонайменше 20 млн біженців.
Приблизно 10 млн осіб 2015 року не мали громадянства жодної з держав світу.

## Расово-етнічний склад

### Раси
Історично за фенотипом усе розмаїття представників людства поділяють на ряд так званих рас, тобто великі популяції людей із відносно спільними показниками як зовнішніх рис (фенотип), так і генеалогічної спорідненості (генотип). Уперше термін «раса» запропонував французький вчений і мандрівник Франсуа Берньє. Традиційно виділяються три великі раси: європеоїдну («білі люди»), негроїдну («чорношкірі») і монголоїдну («жовті люди»). За сучасними уявленнями виділяють також австралоїдну, а американоїдну (індіанці, «червоношкірі») відносять до малих рас, яких різні антропологи вирізняють більше десятка.

### Етноси
У світі нараховується близько 5 тис. народів — від багатьох мільйонів до декількох сотень або навіть десятків осіб. Найбільші народи, чисельність яких становить понад 10 млн осіб кожен, становлять майже 80 % населення світу. Найчисельніший із них — ханьці, вони становлять 19,73 % земного населення.
Більшість країн світу — багатонаціональні. В Європі близько 20 держав, де основна національність становить понад 90 % усього населення (Данія, Швеція, Португалія, Італія, Ірландія, Греція). В Азії національно однорідними є Південна Корея, Японія, Ємен, Бангладеш, Саудівська Аравія. Більшість країн Америки — багатонаціональні, так у США живуть представники понад 100 народів, у Бразилії та Канаді — понад 80, Мексиці та Аргентині — понад 50 тощо. У Латинській Америці більшість урядів держав вважають власні країни мононаціональними, оскільки індіанці, мулати, метиси складають єдину націю в державі. В Африці етнічна картина досить строката, особливо в Західній і Центральній Африці, вона ніяк не залежить від проведених кордонів між державами, спадок колоніальної епохи. Саме тому на додачу до власної національної самосвідомості, місцеві жителі додають племінну. Така строката політико-етнічна карта є причиною численних етнічних і релігійних конфліктів на континенті (геноцид хуту, конфлікт в Дарфурі, утворення Південного Судану та Еритреї, конголезькі війни). Понад 80 % населення Австралії — англоавстралійці, частина жителів — аборигени, предки яких тисячоліттями жили на цьому континенті.
| Чисельність народів (млн осіб) | Народів у групі | Чисельність групи (млн осіб) | %     |
| ------------------------------ | --------------- | ---------------------------- | ----- |
| >100                           | 7               | 2075                         | 37,9  |
| 100—50                         | 12              | 890                          | 16,2  |
| 50—25                          | 17              | 580                          | 10,6  |
| 25—10                          | 43              | 825                          | 15,1  |
| 10—5                           | 52              | 480                          | 8,8   |
| 5—1                            | 190             | 421                          | 7,6   |
| <1                             | ?               | 209                          | 3,8   |
| Загалом                        | ?               | 5480                         | 100,0 |

Політичні кордони не завжди збігаються з етнічними. Трапляється, що один народ розділений державними кордонами і окремі його частини проживають у різних державах. Це породжує етнічні проблеми у світі, які постійно впливають на політичну та соціальну обстановку. Національно-релігійні конфлікти переростають у збройні, ведеться боротьба за національну незалежність, автономії, права меншин (Боснія і Герцеговина, Північна Ірландія, Палестина, країна Басків в Іспанії, Таджикистан, Нагірний Карабах, Ічкерія).

## Мови
| Мови світу (2017 рік) | Мови світу (2017 рік) | Мови світу (2017 рік) | Мови світу (2017 рік) | Мови світу (2017 рік) |
| --------------------- | --------------------- | --------------------- | --------------------- | --------------------- |
| Мова:                 |                       |                       | Відсоток:             |                       |
| китайська             | китайська             |                       | 11.8%                 | 11.8%                 |
| іспанська             | іспанська             |                       | 5.8%                  | 5.8%                  |
| англійська            | англійська            |                       | 4.7%                  | 4.7%                  |
| гінді                 | гінді                 |                       | 3.6%                  | 3.6%                  |
| арабська              | арабська              |                       | 3.3%                  | 3.3%                  |

Найпоширеніші мови світу: стандартна китайська — 11,82 %, іспанська (кастильська) — 5,77 %, англійська — 4,67 %, гінді — 3,62 %, арабська — 3,3 %, португальська — 2,83 %, бенгальська — 2,69 %, російська — 2,33 %, японська 1,7 %, яванська — 1,15 %, німецька — 1,09 % (оцінка 2014 року). Установи ООН у своїй повсякденній роботі використовують 6 мов: арабську, китайську, англійську, французьку, російську та іспанську. Ці 6 мов є рідними, або ними володіють як другою мовою більше половини населення світу, використовуються в якості офіційних мов спілкування більшістю країн світу.
Однією з головних рис етносів (племен, народностей, націй) є спільна мова, тому назви народів і мов найчастіше збігаються. З плином часу та чи інша мова внаслідок різних причин, міграції та розселення народів, колоніальної експансії, розвитку торгівлі, поширювалася на різних територіях. Широкому поширенню європейських мов слугувала колоніальна експансія європейських народів з початком Доби великих географічних відкриттів. Наприклад, англійською мовою говорять на усіх континентах, вона є офіційною в США, Канаді, на багатьох Антильських островах, Гаяні, Південно-Африканській Республіці, Індії та значній кількості інших азійських і африканських країн, Австралії, Новій Зеландії; іспанська — у більшості країн Латинської Америки, Екваторіальній Гвінеї, на Філіппінах; португальська — в Бразилії, Анголі, Мозамбіці, Східному Тиморі тощо. Так склалося історично, що деякі народи спілкуються двома мовами (білінгвізм): бельгійці (валлонська і французька), ірландці (ірландська та англійська), канадці (англійська і французька), філіппінці (філіппінська та іспанська), українці (українська і російська).
Загалом у світі людство користується 7,1 тис. різноманітних мов, у Азії розмовляють на 2,3 тис. мов, в Африці — 2,14 тис. мов, на островах Тихого океану — 1,31 тис. мов, в обох Америках — 1,06 тис. мов, у Європі розмовляють 290 мовами (оцінка 2016 року). Детально встановити їх кількість дуже важко, окремі куточки планети Земля недостатньо вивчені в лінгвістичному відношенні. Приблизно 300 мов мають більше 1 млн носіїв кожна; 80 % усіх мов розмовляє менше ніж 100 тис. людей загалом, кожною з 140 зникаючих мов володіє менше 10 людей. Найбільше розмаїття мов притаманне гірським ізольованим регіонам острова Нова Гвінея (839 мов), Південно-Східної Азії, Кавказу.

### Мовні сім'ї
Головними мовними сім'ями на планеті виступають:
- Індоєвропейська — складається з 10 мовних груп (індоарійська, романська, германська, слов'янська та інші), що об'єднують близько 100 різних мов, якими розмовляє 44,8 % населення світу[29]. До найбільш поширених мов цієї сім'ї належать: англійська (450 млн мовців), гінді (260 млн мовців) і урду (70 млн мовців), іспанська (300 млн мовців), бенгальська (240 млн мовців), російська (240 млн мовців), португальська (170 млн мовців), німецька (100 млн мовців), французька (100 млн мовців), українська (понад 50 млн мовців)[29]. Лінгвісти вважають, що мови цієї сім'ї виникли на межі Південно-Східної Європи і Західної Азії на початку нашої ери і розповсюдилися від країн Західної Європи до Індо-Гангської низовини. У XVI—XIX століттях мови цієї сім'ї поширились по всіх континентах світу[29].
- Китайсько-тибетська (сино-тибетська) — розмовляє 22,6 % населення світу, китайською мовою на початку 1990-х років розмовляло понад 1,2 млрд осіб. Територіально займає дуже компактну територію Східної і Південно-Східної Азії[29].
- Нігеро-кордофанська — розмовляє 6 % населення світу. Субсахарська Африка.
- Семіто-хамітська (афроазійська) — розмовляє 5,6 % населення світу, арабська мова налічує 180 мовців. Поширена у Північній Африці та на Близькому Сході[29].
- Австронезійська — розмовляє 4,9 % населення світу, індонезійська мова налічує 250 млн мовців. Острови Тихого океану, Зондський архіпелаг, Тайвань, Мадагаскар.
- Дравідійська — розмовляє 3,9 % населення світу. Приблизно 85 мов, поширених на півдні Індостану[29].
- Алтайська. Мови тюркських, монгольських і тунгусо-маньчжурських народів, що населяють широкий пояс в Азії від Туреччини до Кореї. Загалом 550 млн мовців.
- Австроазійська. Об'єднує понад 150 мов, поширених у континентальній частині Південно-Східної та Південної Азії. Близько 117 млн мовців.
- Ніло-сахарська. Поширена у Східному Судані.
- Кавказька. Приблизно 40 місцевих мов Кавказу, якими говорять 12 млн людей.
- Уральська. Мови фінів, саамів, угорців, хантів, мансі та інших народів, що населяють північ Європи і Західного Сибіру. Загалом 22 млн мовців.
- Койсанська. Зникаюча невелика мовна сім'я народів пустельної частини півдня Африки.
- Ескімосо-алеутська. Зникаюча невелика мовна сім'я корінних народів крайньої півночі Північної Америки.
- Чукотсько-камчатська. Зникаюча невелика мовна сім'я народів Камчатки і Чукотки. Приблизно 13 тис. мовців.

Лінгвістичні карти
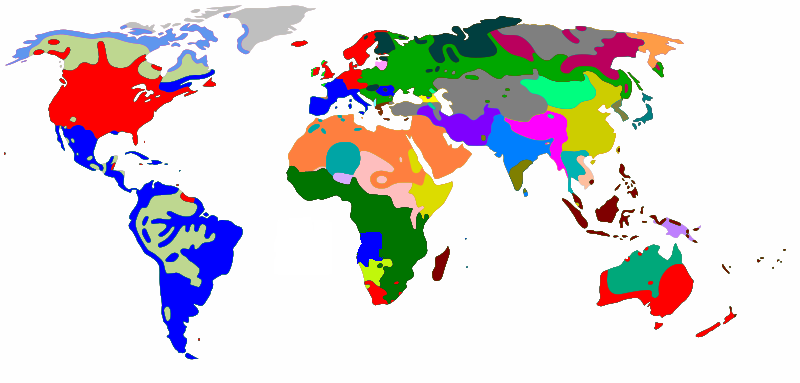
Світу (ісп.)
Африки

Умовно виділяють недостатньо вивчені сім'ї андаманців, папуасів, австралійців-аборигенів, американських індіанців. Відокремлене положення займають такі великі мови, як японська (123 млн мовців), корейська (80 млн мовців); також баскська, юкагірська, бурська та нівхська.

## Релігії
| Релігії світу (2009 рік) | Релігії світу (2009 рік) | Релігії світу (2009 рік) | Релігії світу (2009 рік) | Релігії світу (2009 рік) |
| ------------------------ | ------------------------ | ------------------------ | ------------------------ | ------------------------ |
| Віросповідання:          |                          |                          | Відсоток:                |                          |
| християни                | християни                |                          | 31.4%                    | 31.4%                    |
| мусульмани               | мусульмани               |                          | 23.2%                    | 23.2%                    |
| індуїсти                 | індуїсти                 |                          | 15.0%                    | 15.0%                    |
| буддисти                 | буддисти                 |                          | 7.1%                     | 7.1%                     |
| місцеві вірування        | місцеві вірування        |                          | 5.9%                     | 5.9%                     |
| інші                     | інші                     |                          | 1.0%                     | 1.0%                     |
| атеїсти                  | атеїсти                  |                          | 16.4%                    | 16.4%                    |

Головні релігії й вірування, які сповідує, і конфесії та церковні організації, до яких відносить себе населення світу: християнство — 31,4 %, іслам — 23,2 %, індуїзм — 15 %, буддизм — 7,1 %, місцеві традиційні вірування — 5,9 %, юдаїзм — 0,2 %, інші — 0,8 %, не сповідують жодної з релігій — 16,4 % (станом на 2010 рік).

## Освіта
Рівень письменності населення планети 2016 року становив 86,2 % дорослого населення (віком від 15 років): 89,8 % — серед чоловіків, 82,6 % — серед жінок. Третина неписьменного дорослого населення зосереджена в Субсахарській Африці. Дві третини неписьменного населення планети складають жінки. Середня тривалість освіти становить 12 років, для хлопців — до 12 років, для дівчат — до 12 років (станом на 2014 рік).

## Охорона здоров'я
Смертність немовлят до 1 року, станом на 2016 рік, становила 34,1 ‰; хлопчиків — 36,1 ‰, дівчаток — 32,1 ‰. Рівень материнської смертності 2016 року становив 216 випадків на 100 тис. народжень.

### Захворювання
2016 року на планеті зареєстровано 36,7 млн хворих на СНІД, це 0,8 % населення в репродуктивному віці 15—49 років. 2016 року від цієї хвороби померло 1 млн хворих по всьому світові.

### Санітарія
Доступ до облаштованих джерел питної води 2015 року мало 96,5 % населення в містах і 84,7 % в сільській місцевості; загалом 91,1 % населення планети.
Відсоток забезпеченості населення доступом до облаштованого водовідведення (каналізація, септик): в містах — 82,3 %, в сільській місцевості — 50,5 %, загалом — 67,7 % (станом на 2015 рік).

## Соціально-економічне становище
Співвідношення осіб, що в економічному плані залежать від інших, до осіб працездатного віку (15—64 роки) загалом становить 52,5 % (станом на 2015 рік): частка дітей — 39,9 %; частка осіб похилого віку — 12,6 %, або 7,9 потенційно працездатних на 1 пенсіонера. Загалом дані показники характеризують рівень затребуваності державної допомоги в секторах освіти, охорони здоров'я і пенсійного забезпечення, відповідно. Розподіл доходів домогосподарств планети виглядає таким чином: нижній дециль — 2,6 %, верхній дециль — 30,2 % (станом на 2008 рік).
Станом на 2013 рік, 83 % населення планети мало доступ до електричних мереж, 95 % у містах і 70 % у сільських поселеннях. 1,2 млрд людей на планеті не мали постійного доступу до електромереж. Рівень проникнення інтернет-технологій на планеті різниться від дешевого широкополосного доступу в країнах Європи і східноазійських тигрів, до дорогого супутникового або мобільного у багатьох регіонах планети і навіть майже повної відсутності в деяких полярних регіонах. Станом на липень 2015 року в у світі налічувалось 3,17 млрд унікальних інтернет-користувачів, тобто менша половина людства користувалась інтернетом. Найбільша кількість інтернет-користувачів була сконцентрована в таких країнах (станом на 2016 рік): Китай — 730,7 млн; Індія — 374,3 млн; США — 246,8 млн; Бразилія — 122,8 млн; Японія — 116,6 млн; Росія — 108,8 млн; Мексика — 73,3 млн; Німеччина — 72,3 млн; Індонезія — 65,5 млн; Велика Британія — 61 млн.

### Трудові ресурси
Загальні трудові ресурси людства 2015 року становили 3,39 млрд осіб. Зайнятість економічно активного населення в господарстві країни розподіляється так: аграрне, лісове і рибне господарства — 34,6 %; промисловість і будівництво — 22,2 %; сфера послуг — 43,1 % (станом на 2011 рік). Безробіття згідно з офіційною статистикою 2014 року дорівнювало 8 % працездатного населення 2013 року — 7,3 % 30 % населення країн, що розвиваються не мають постійного джерела доходів; для розвинених країн ця частка становить 4-12 % (станом на 2007 рік).

## Кримінал

### Наркотики

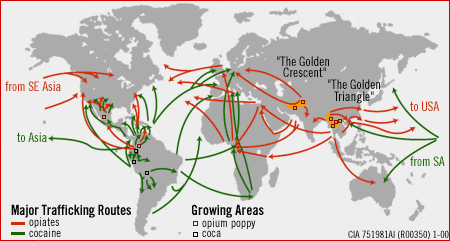
Світові маршрути наркотрафіку

Загальні посів коки на планеті 2013 року дорівнювали 165 тис. га (Колумбія, Болівія, Перу), потенційне виробництво кокаїну кожен рік зростає на 7 %, до 640 тонн 2013 року. Уряд Колумбії за допомогою уряду США проводить агресивну кампанію з викорінення плантацій коки, уряд Перу збільшив власні зусилля з ліквідації плантацій, але не наважується викорінити посіви в ключових районах вирощування. По всьому світу незаконне культивування опійного маку збільшилося 2013 року до 6,8 тис. тонн. Основні виробники: Афганістан — 82 %, Південно-Східна Азія — 12 %, Пакистан — 3 %, Латинська Америка — 4 % світового виробництва.

### Торгівля людьми
Згідно з оцінками міжнародної організації праці, 2012 року приблизно 20,9 млн осіб стали жертвами примусової праці, що представляє повний спектр торгівлі людьми («сучасне рабство») заради трудової та сексуальної експлуатації. Приблизно третина зареєстрованих випадків стосується перетину міжнародних кордонів, найчастіше пов'язане з сексуальною експлуатацією. Торгівля людьми найбільш поширена у Південно-Східній Європі, Євразії та Африці, а найчастіше випадки реєструються в ЄС, Канаді, США та інших розвинених країнах світу.
Згідно зі щорічною доповіддю про торгівлю людьми (англ. Trafficking in Persons Report) Управління з моніторингу та боротьби з торгівлею людьми Державного департаменту США, усі країни світу умовно поділяють на три групи, відносно того яких зусиль у боротьбі з явищем примусової праці, сексуальної експлуатації, незаконною торгівлею внутрішніми органами докладають їхні уряди, та наскільки національне законодавство відповідає усім вимогам американського закону 2000 року щодо захисту жертв (англ. Trafficking Victims Protection Act’s), держава перебуває у списку першого рівня. Найбільшої уваги потребують країни з другого та третього списків.

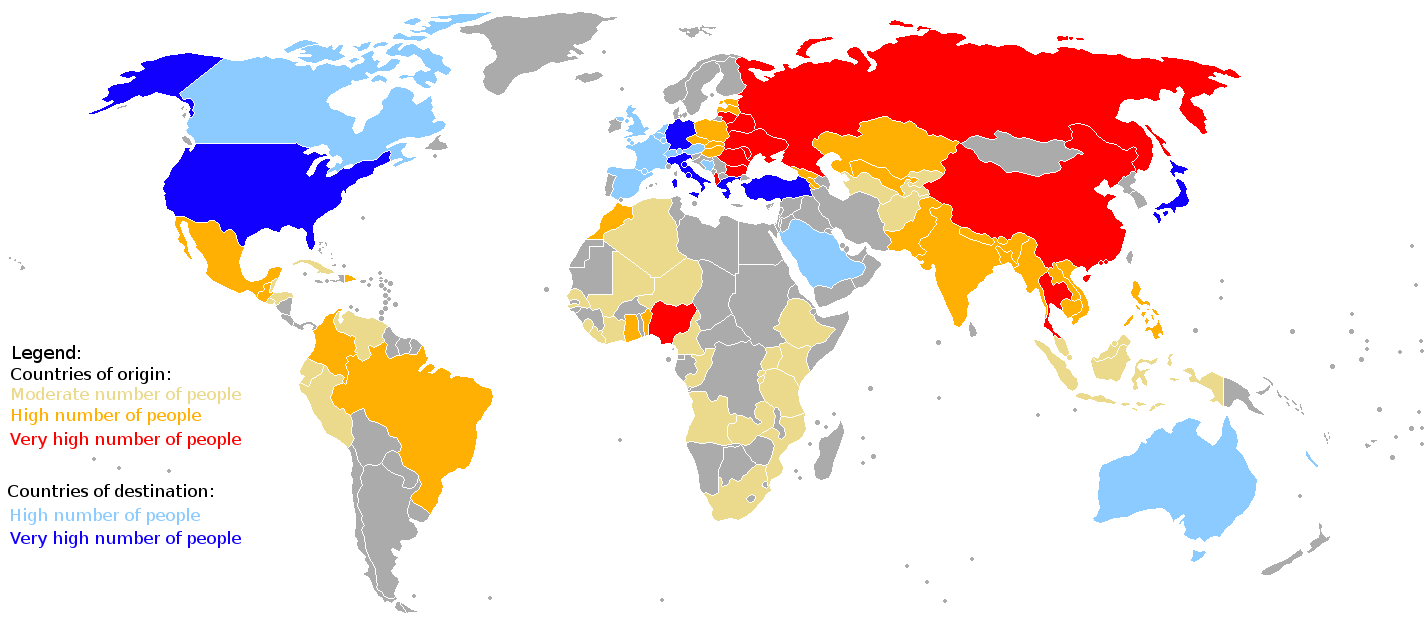
Країни-донори (червоний) і країни-реципієнти кримінальних потоків (англ.)
Глобальна боротьба з торгівлею людьми (англ.)

У другому списку представлені країни, які не повністю відповідають мінімальним стандартам щодо ліквідації торгівлі людьми, але докладають значних зусиль для цього (44 країни): Антигуа і Барбуда, Болівія, Ботсвана, Болгарія, Буркіна-Фасо, Камбоджа, Китай, Демократична Республіка Конго, Республіка Конго, Коста-Рика, Куба, Джибуті, Єгипет, Габон, Гана, Гвінея, Гаяна, Гаїті, Катар, Лаос, Ліван, Лесото, Малайзія, Мальдіви, Малі, Маврикій, М'янма, Намібія, Пакистан, Папуа Нова Гвінея, Саудівська Аравія, Сент-Вінсент і Гренадини, Соломонові Острови, Шрі-Ланка, Судан, Судан, Східний Тимор, Танзанія, Тринідад і Тобаго, Туніс, Туркменістан, Україна, Узбекистан, Ямайка.
У третьому списку представлені країни, які не відповідають мінімальним стандартам щодо ліквідації торгівлі людьми, і не демонструють значних зусиль для ліквідації цього явища (23 країни): Алжир, Білорусь, Беліз, Бурунді, Центральноафриканська Республіка, Коморські Острови, Екваторіальна Гвінея, Еритрея, Гамбія, Гвінея-Бісау, Іран, Північна Корея, Кувейт, Лівія, Маршаллові Острови, Мавританія, Росія, Південний Судан, Сирія , Таїланд, Венесуела, Ємен, Зімбабве.

## Демографічні дослідження
Демографічні дослідження у світі ведуться як державними, так і науковими установами окремих країн, спеціальними інституціями ООН, міжнародних організацій:
- Відділ народонаселення ООН.
- Світовий банк.
- Євростат.

### Переписи
Відомості про чисельність населення національні державні органи одержують на основі регулярних загальних переписів населення (за рекомендацією експертів ООН кожні 10 років), а в проміжках між ними — шляхом розрахунків, спираючись на переписи як базові показники.

### Статистичні дані ООН
| Рік  | Світ      | Африка    | Азія      | Європа    | Латинська Америка | Північна Америка | Океанія   |
| Рік  | Світ      | тис. осіб | тис. осіб | тис. осіб | тис. осіб         | тис. осіб        | тис. осіб |
| ---- | --------- | --------- | --------- | --------- | ----------------- | ---------------- | --------- |
| 1950 | 2 536 431 | 227 794   | 1 404 909 | 549 329   | 168 821           | 172 603          | 12 976    |
| 1960 | 3 034 950 | 283 361   | 1 705 041 | 605 407   | 220 470           | 204 649          | 16 022    |
| 1970 | 3 700 437 | 363 448   | 2 142 480 | 656 919   | 286 676           | 230 992          | 19 922    |
| 1980 | 4 458 003 | 476 386   | 2 649 578 | 693 567   | 361 253           | 254 007          | 23 212    |
| 1990 | 5 327 231 | 630 350   | 3 226 099 | 720 858   | 442 840           | 279 785          | 27 299    |
| 2000 | 6 143 494 | 810 984   | 3 741 263 | 725 558   | 521 836           | 312 427          | 31 425    |
| 2010 | 6 956 824 | 1 039 304 | 4 209 594 | 736 413   | 591 352           | 343 287          | 36 873    |
| 2020 | 7 794 799 | 1 340 598 | 4 641 055 | 747 636   | 653 962           | 368 870          | 42 678    |

### Демографічний прогноз
Те, як зростатиме людність Землі в майбутньому, важко передбачити на довгу перспективу. В середньому народжуваність дещо зменшується, але дуже різна в розвинутих країнах (де вона часто недостатня для відтворення населення) та країнах, що розвиваються. Існує велика відмінність у народжуваності серед представників різних етносів. Смертність може несподівано збільшитися через хвороби, війни та катастрофи, або ж зменшитися завдяки новим відкриттям у медицині. ООН видала кілька різних прогнозів, які ґрунтуються на різних припущеннях. Упродовж останніх років ООН неперервно змінювала ці прогнози в сторону зменшення, аж тільки в бюлетені за березень 2007 року збільшила цифри на 2050 рік на 273 млн.
| Рік  | Світ      | Африка    | Африка | Азія      | Азія | Європа    | Європа | Латинська Америка | Латинська Америка | Північна Америка | Північна Америка | Океанія   | Океанія |
| Рік  | Світ      | тис. осіб | %      | тис. осіб | %    | тис. осіб | %      | тис. осіб         | %                 | тис. осіб        | %                | тис. осіб | %       |
| ---- | --------- | --------- | ------ | --------- | ---- | --------- | ------ | ----------------- | ----------------- | ---------------- | ---------------- | --------- | ------- |
| 2010 | 6 830 283 | 984 225   | 14,4   | 4 148 948 | 60,7 | 719 714   | 10,5   | 594 436           | 8,7               | 348 139          | 5,1              | 34 821    | 0,5     |
| 2015 | 7 197 247 | 1 084 540 | 15,1   | 4 370 522 | 60,7 | 713 402   | 9,9    | 628 260           | 8,7               | 363 953          | 5,1              | 36 569    | 0,5     |
| 2020 | 7 540 237 | 1 187 584 | 15,7   | 4 570 131 | 60,6 | 705 410   | 9,4    | 659 248           | 8,7               | 379 589          | 5,0              | 38 275    | 0,5     |
| 2025 | 7 851 455 | 1 292 085 | 16,5   | 4 742 232 | 60,4 | 696 036   | 8,9    | 686 857           | 8,7               | 394 312          | 5,0              | 39 933    | 0,5     |
| 2030 | 8 130 149 | 1 398 004 | 17,2   | 4 886 647 | 60,1 | 685 440   | 8,4    | 711 058           | 8,7               | 407 532          | 5,0              | 41 468    | 0,5     |
| 2035 | 8 378 184 | 1 504 179 | 18,0   | 5 006 700 | 59,8 | 673 638   | 8,0    | 731 591           | 8,7               | 419 273          | 5,0              | 42 803    | 0,5     |
| 2040 | 8 593 591 | 1 608 329 | 18,7   | 5 103 021 | 59,4 | 660 645   | 8,0    | 747 953           | 8,7               | 429 706          | 5,0              | 43 938    | 0,5     |
| 2045 | 8 774 394 | 1 708 407 | 19,9   | 5 175 311 | 59,0 | 646 630   | 7,4    | 759 955           | 8,7               | 439 163          | 5,0              | 44 929    | 0,5     |
| 2050 | 8 918 724 | 1 803 298 | 20,2   | 5 217 202 | 58,5 | 653 323   | 7,3    | 767 685           | 8,6               | 447 931          | 5,0              | 45 815    | 0,5     |

Після 2025 року населення світу й надалі буде зростати, незважаючи на падіння народжуваності, що пояснюється великою часткою жінок фертильного віку та планетарним збільшенням очікуваної тривалості життя. Прогноз експертів ООН 1996 року стосовно чисельності населення планети до 2025 року був у рамках 7,49…8,58 млрд осіб. Більш точним видався прогноз з найменшими числами, через те, що країни, що розвиваються, здійснюють національний демографічний перехід значно швидше, ніж це зробили колись розвинені країни. Вже на початок тисячоліття в мегалополісах країн Третього світу народжуваність була на середньоєвропейському рівні.
Очікувана стабілізація чисельності людей на планеті почнеться при досягненні таких показників: середня тривалість життя — 74,8 року, сумарний коефіцієнт народжуваності — 2,08 %, нетто-коефіцієнт відтворення — 1. Приріст населення припиниться лише тоді, коли чисельність і вікова структура жінок у фертильному віці не будуть змінюватись, а загальні коефіцієнти народжуваності і смертності зрівняються. Прогнозовано це відбудеться наприкінці XXI століття, коли кількість людей на планеті сягне позначки у 11—12 млрд. Найбільш населеною країною планети на той час буде Індія з 1,5 млрд громадян, другою — Китай; Нігерія, США, Бразилія, Пакистан, Індонезія, Бангладеш матимуть населення у межах 235—300 млн осіб; В'єтнам, Ефіопія, Єгипет, Іран, Мексика, Росія, Японія, ДР Конго, Туреччина, Філіппіни — більше 100 млн осіб. Росія, Україна, Білорусь до кінця століття втратять щонайменше 20, 5 і 1 млн осіб, відповідно. Україна входитиме до четвертого десятку країн світу за кількістю населення. Найбільш людним континентом залишиться Азія (60 % населення планети), частка Африки зросте до 19 %, частка населення Європи і Північної Америки знизиться до 17 %.
Проте, вже на початку 2024 року, вчені дійшли до висновків, що постійне і майже вибухоподібне зростання чисельності людей на нашій планеті до 10 млрд досягне свого піку в 2064 році, після чого піде на спад. 
Лідерами зростання до 2100 року залишаться Індія, Китай, Пакистан, США і Нігерія. Більш ніж на 50 % скоротиться до цього ж року населення Японії, Таїланду, Італії та Іспанії. Очікується, що на 48 % знизиться чисельність громадян Китаю, так як країна не зможе надати адекватний рівень соціального забезпечення такому числу співгромадян. В березні 2024 року, за повідомленням видання The Daily Telegraph, світові показники народжуваності досягли історичного мінімуму. Це сталося вперше з часів бубонної чуми XIV ст., ситуація і далі погіршується.

### Українською
- Атлас. 10—11 клас. Економічна і соціальна географія світу / упорядники : О. Я. Скуратович, Н. І. Чанцева. — К. : ДНВП «Картографія», 2010. — ISBN 978-966-475-639-3.
- Безуглий В. В., Козинець С. В. Регіональна економічна і соціальна географія світу : Навчальний посібник. — видання 2-ге, доп., перероб. — К. : ВЦ «Академія», 2007. — 688 с. — ISBN 966-580-144-9.
- Гудзеляк І. І. Географія населення: Навчальний посібник / І. Гудзеляк. — Л. : Видавничий центр ЛНУ імені Івана Франка, 2008. — 232 с. — ISBN 978-966-613-599-8.
- Дахно І. І. Країни світу: Енциклопедичний довідник / І. І. Дахно, С. М. Тимофієв. — К. : Мапа, 2011. — 606 с. — (Бібліотека нового українця) — ISBN 978-966-8804-23-6.
- Джаман В. О. Регіональні системи розселення: демографічні аспекти. — Чернівці : Рута, 2003. — 392 с. — ISBN 9665685988.
- Дорошенко Л. С. Демографія: Навчальний посібник. — К. : МАУП, 2005. — 112 с. — ISBN 966-608-442-2.
- Дубович І. А. Країнознавчий словник-довідник. — 5-те вид., перероб. і доп. — К. : Знання, 2008. — 839 с. — ISBN 978-966-346-330-8.
- Економічна і соціальна географія країн світу. Навчальний посібник / За ред. Кузика С. П. — Л. : Світ, 2002. — 672 с. — ISBN 966-603-178-7.
- Загальна медична географія світу / В. О. Шевченко [та ін.] — К. : [б.в.], 1998. — 178 с.
- Крисаченко В. С. Динаміка населення: Популяційні, етнічні та глобальні виміри. — К. : Видавництво Національного інституту стратегічних досліджень, 2005. — 368 с. — ISBN 966-554-083-1.
- Любіцева О. О., Мезенцев К. В., Павлов С. В. Географія релігій. — К. : АртЕК, 1999. — 504 с. — ISBN 966-505-006-0.
- Макарчук С. А. Антропологічний поділ людства // Етнічна історія України : Навчальний посібник. — К. : Знання, 2008. — 471 с. — ISBN 978-966-346-409-1.
- Масляк П. О., Дахно І. І. Економічна і соціальна географія світу / П. О. Масляк, І. І. Дахно ; за ред. П. О. Масляка. — К. : Вежа, 2003. — 280 с. — ISBN 966-7091-53-8.

### Російською
- (рос.) Брук С. И. Население мира. Этнодемографический справочник. — М. : АН СССР Институт этнографии им. Н. Н. Миклухо-Маклая, 1981. — С. 880.
- (рос.) Брук С. И. Народонаселение мира // Демографический энциклопедический словарь / главн. ред. Валентей Д. И. — М. : Советская энциклопедия, 1985. — 608 с.
- (рос.) Страны и народы. Земля и человечество. Общий обзор / Редкол. : Отв. ред. С. И. Брук, В. В. Покшишевский. — М. : "Мысль", 1978. — 351 с. — (Страны и народы) — 180 тис. прим.
- (рос.) Атлас народов мира / Отв. ред. С. И. Брук и В. С. Апенченко. — М. : ГУГК ГГК СССР и Институт этнографии им. Н. Н. Миклухо-Маклая АН СССР, 1964. — 185 с. — 20 тис. прим.
- (рос.) Боярский А. Я. Население и методы его изучения. — М., 1975.
- (рос.) Численность и расселение народов мира. Этнографические очерки / под ред. С. И. Брука. — М. : Издательство АН СССР, 1962. — 487 с.
- (рос.) Кемп П., Армс К. Введение в биологию. — М. : Книга по Требованию, 2013. — 674 с. — ISBN 978-5-458-31897-6.
- (рос.) Лаппо Г. М. География городов: Учебное пособие для географических факультетов вузов. — М. : Туманит, изд. центр ВЛАДОС, 1997. — 476 с. — ISBN 5-691-00047-0.
- (рос.) Урланис Б. Ц. Рост населения в Европе (опыт исчисления). — М. : ОГИЗ-Госполитиздат, 1941. — 436 с.
- (рос.) Ягельский А. География населения. — М. : Прогресс, 1980. — 383 с.